# Burg Altaist
Die abgegangene Burg Altaist (auch Alt-Aist oder Altenaist genannt) liegt in der Katastralgemeinde Altaist von Ried in der Riedmark im Bezirk Perg von Oberösterreich. Die Bezeichnung Altaist dürfte sich im 18. Jahrhundert eingebürgert haben, wobei diese Gegend bereits im Spätmittelalter mit auf der alten Aist benannt wurde. 1785 wurde die Katastral- und Landgemeinde Altaist geschaffen; diese wurde 1938 der Gemeinde Ried in der Riedmark angegliedert.

## Lage
Der Burgstall Altaist liegt auf dem Gipfel des Altaistberges, an dem die Bundesstraße B123 von Mauthausen nach Pregarten vorbeiführt. Vom Gipfel hat man einen weiten Blick nach Norden über die Feldaistsenke. Südlich entspringt der Riederbach, der in die weiter westlich fließende Gusen mündet.
Die 2 Kilometer weiter nördlich gelegene Burg Neuaist in der Stadtgemeinde Pregarten gilt als weitere Burg der Herren von Aist. Burgställe wie Arnberg (Araberg) und Altenhaus stehen zusätzlich zur Diskussion.

## Geschichte
Die Burg Altaist war zusammen mit Burg Neuaist ein Sitz der Herren von Aist. Auch in Aistersheim wird das im Jahre 1136 errichtete Wasserschloss Aistersheim mit den Herren von Aist in Verbindung gebracht. Die damalige Burg wird 1159 erstmals mit Dietmar von Aistersheim, einem Ministerialen der steirischen Otakare in Verbindung gebracht. Die Herrschaft blieb bis 1426 im Besitz der Herren von Aistersheim, damals verstarb mit Heinrich von Aistersheim der letzte seines Stammes.
Dietmar von Aist wird oft mit dem gleichnamigen Minnesänger in Zusammenhang gebracht. Im 13. Jahrhundert gelangte die Burg in den Besitz der Babenberger. Seit diesem Jahrhundert fehlen urkundliche Erwähnungen der Burg, sie dürfte also verfallen sein.

## Funde
Die älteste mittelalterliche Fundmünze des Mühlviertels stammt vom Burgstall Altaist. Bei Grabungen wurde ein Pfennig der Münzstätte Krems aus den letzten Regierungsjahren Leopolds III. beziehungsweise aus der Zeit Leopolds IV. geborgen.

## Burg Altaist heute
Von der Anlage ist nur mehr ein Burgstall erhalten. Das Gipfelplateau des Altaistberges ist dabei von einem steinernen Randwall eingefasst; darunter sind ein tiefer liegender Innengraben sowie ein Außenwall erkennbar. Die gemachten Keramikfunde decken einen Zeithorizont von ca. 1050–1250 mit Schwerpunkt auf der 2. Hälfte des 12. Jahrhunderts ab. Im Haus Altaist Nr. 1 soll der Kerker der Burg Altaist gewesen sein. Bei Grabungen in Altaist wurden Scheidenbeschläge gefunden. Vom Haus Altaist Nr. 1a führt ein Steig mit Wegnummer 3 auf den Burgstall. Kein Denkmalschutz.

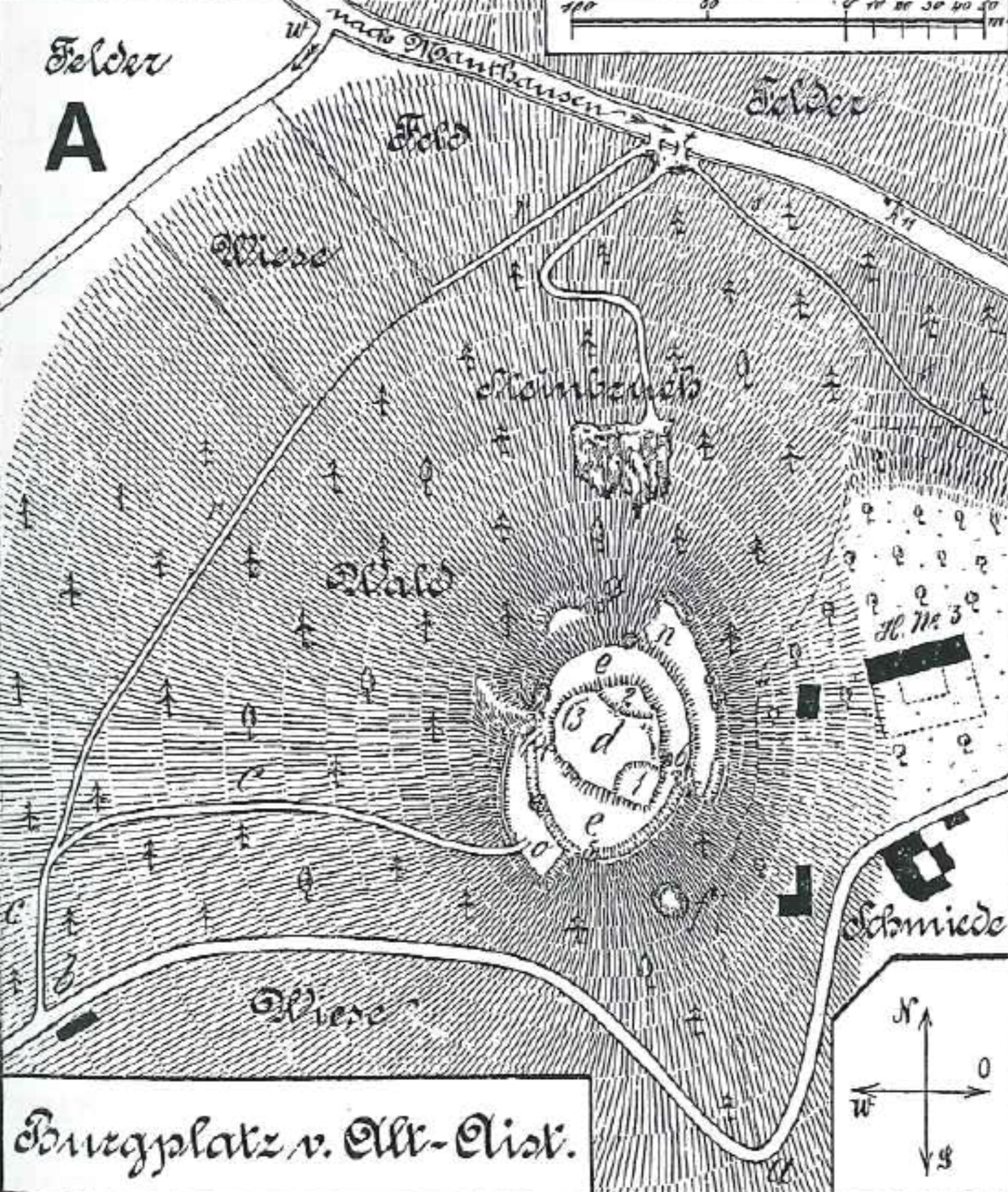
Altaist. Planskizze von 1905
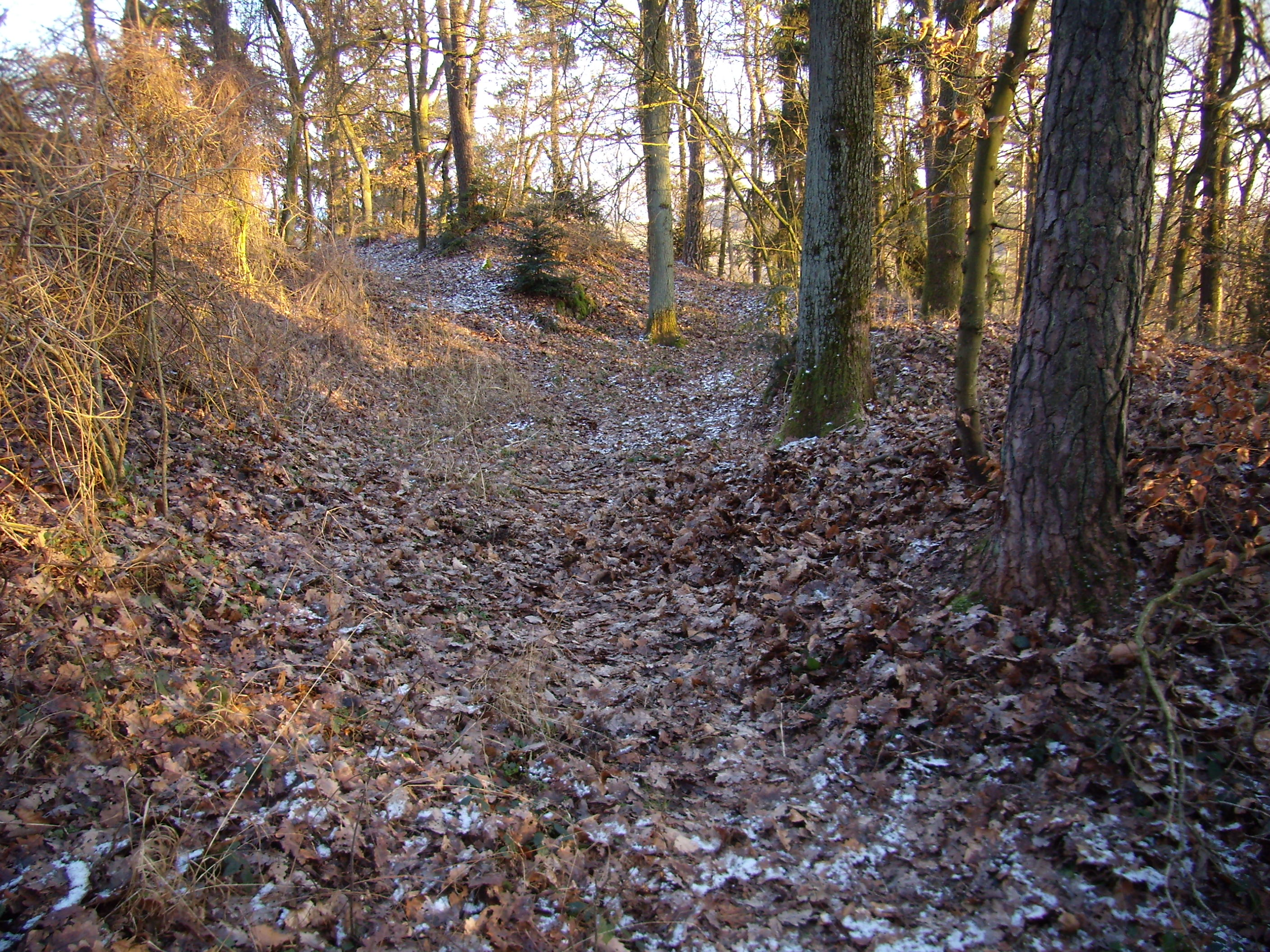
Altaist. Grabenanlage
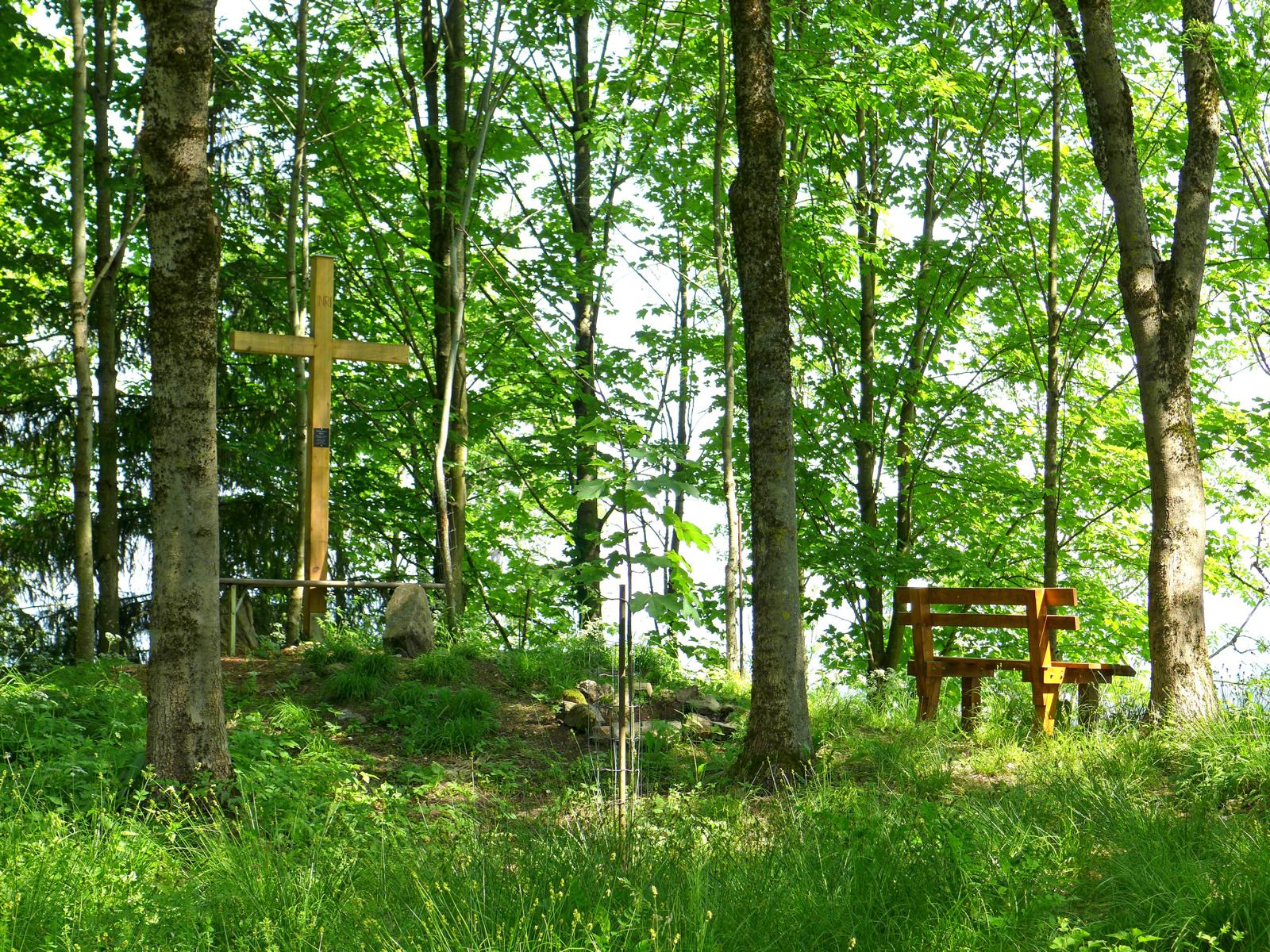
Altaist. Burgstallplateau

## Siehe auch

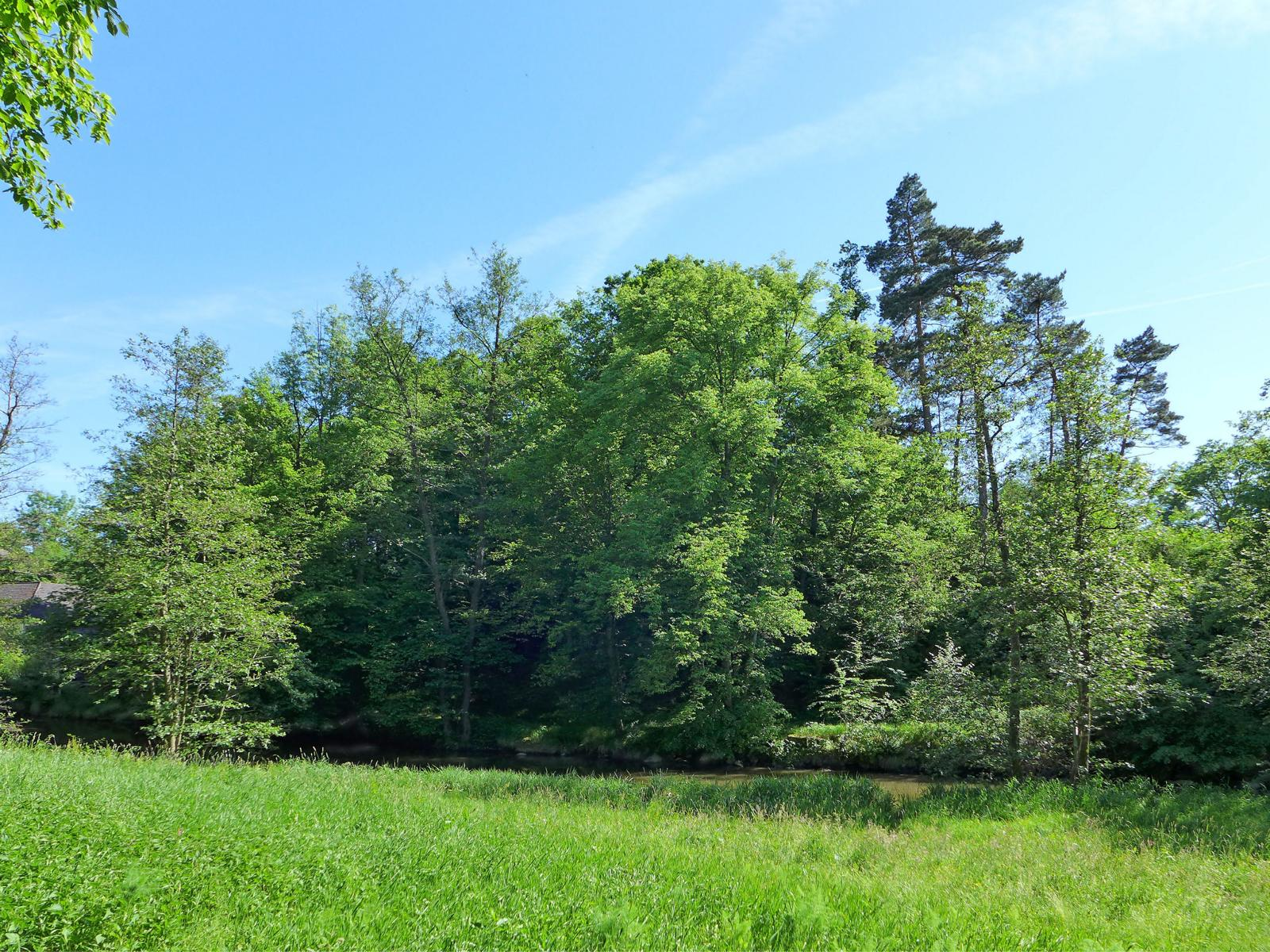
Burgfelsen Altenhaus. Davor Feldaist und Talboden
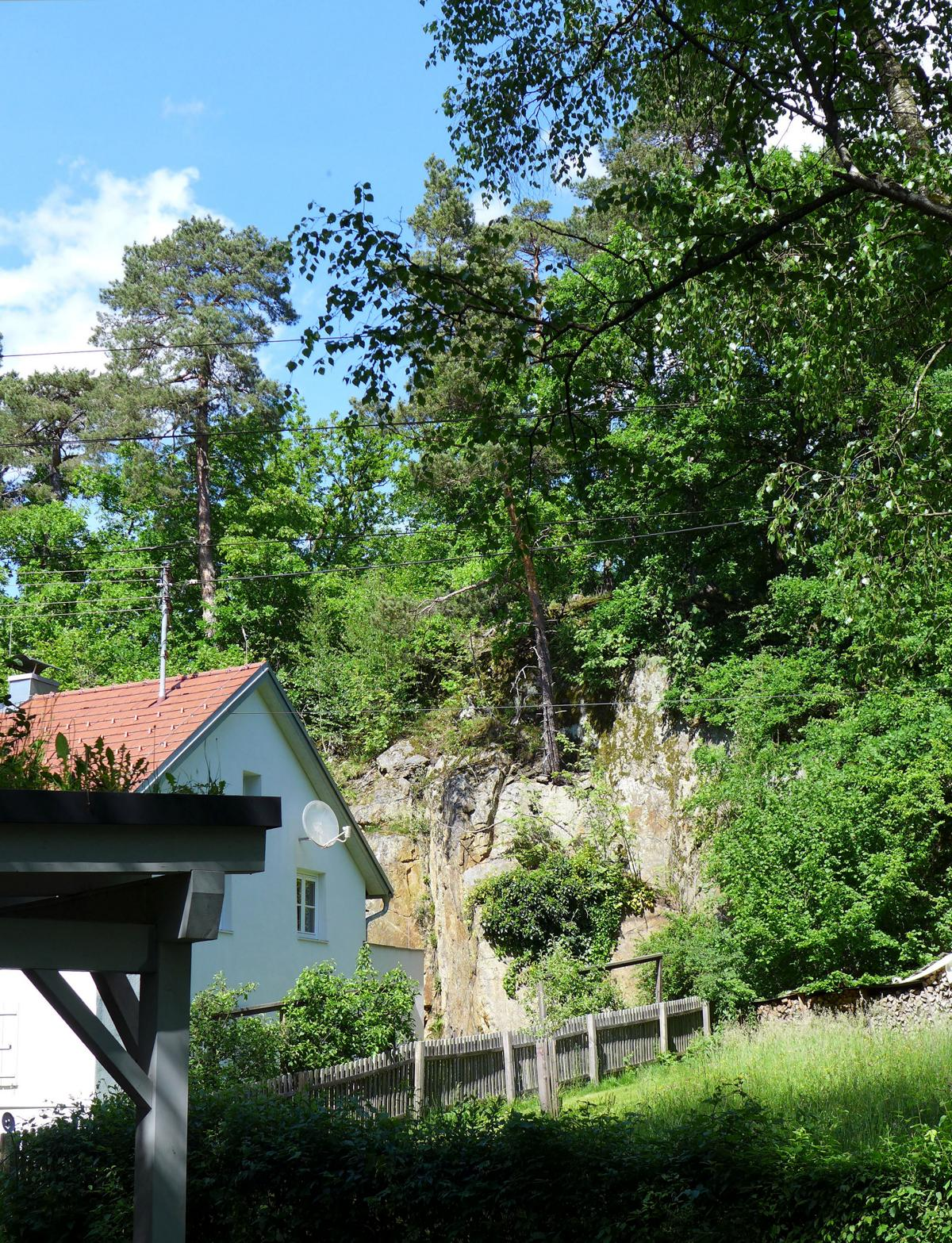
Burgfelsen Altenhaus. Davor Häusl zu Altenhaus

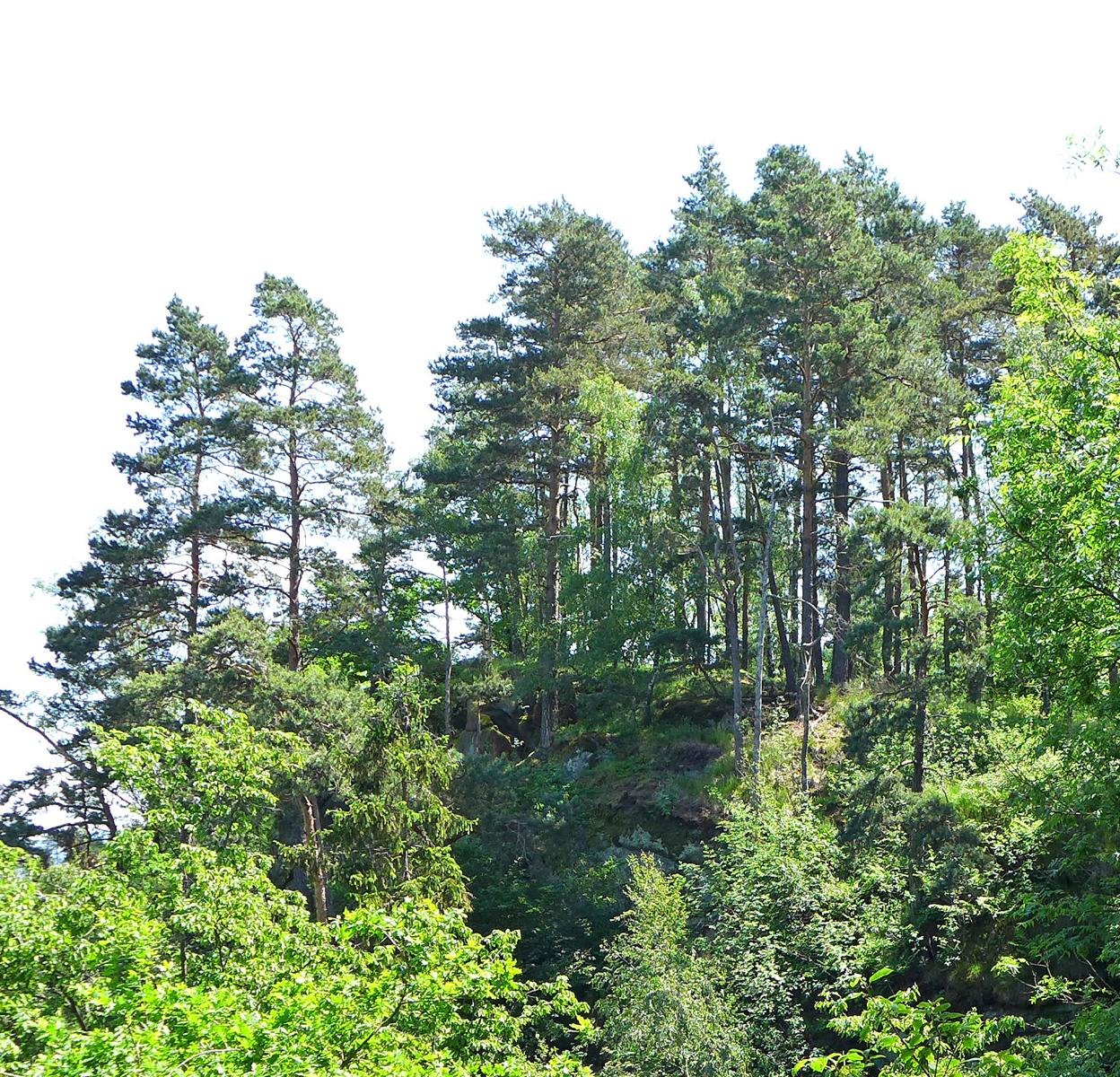
Burgfelsen Arnberg. Felsformation Teufelskanzel
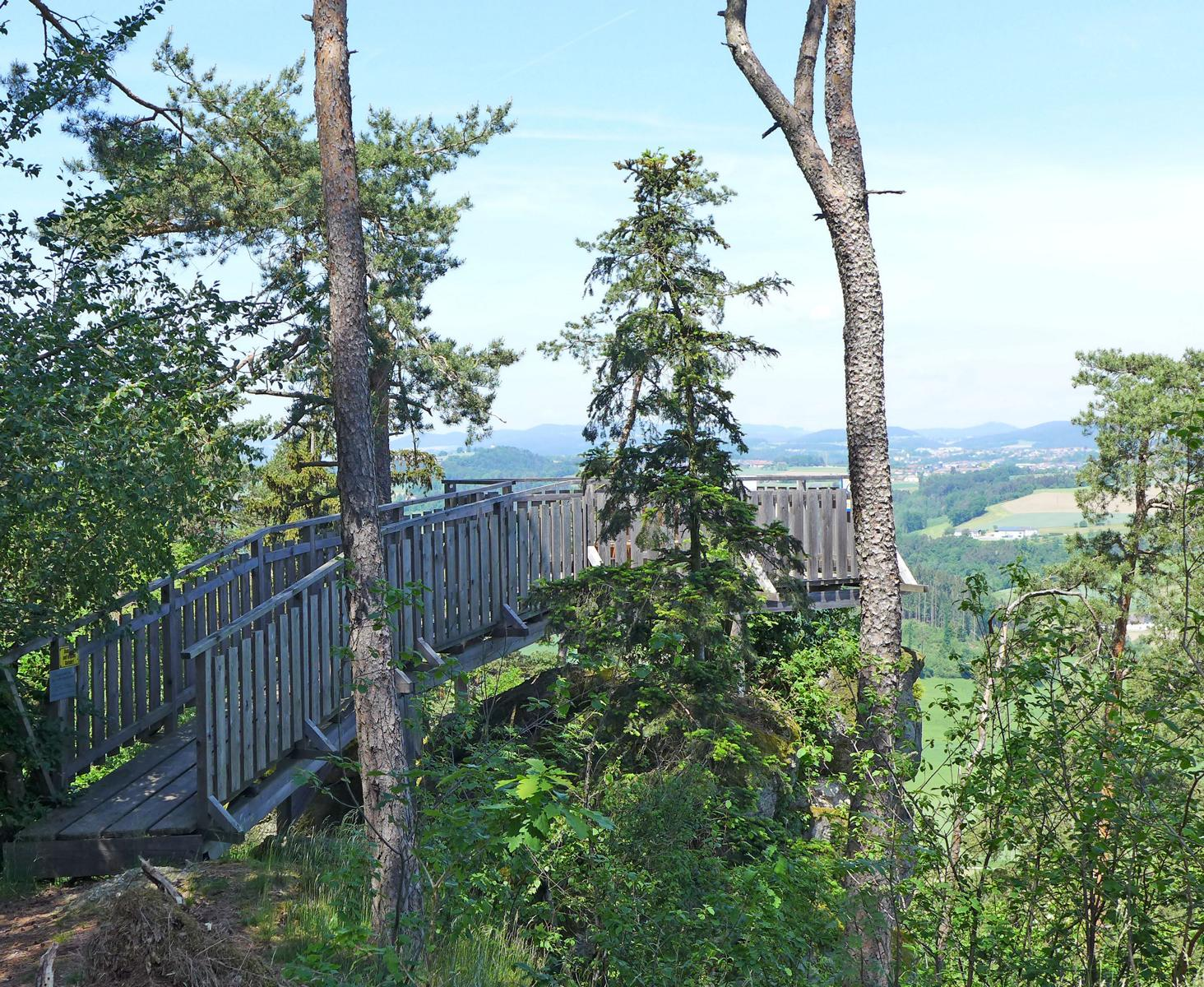
Burgfelsen Arnberg. Aussichtsplattform Teufelskanzel